# Werner Geißler
Werner Geißler (* 21. Januar 1926) ist ein ehemaliger deutscher Fußballtorwart. Er spielte zwischen 1951 und 1955 für die BSG Chemie Leipzig und den SC Lokomotive Leipzig in der DDR-Oberliga, der höchsten Spielklasse im DDR-Fußball.

## Sportliche Laufbahn
In der Saison 1951/52 stand der 25-jährige Werner Geißler als Torwart zum ersten Mal im Aufgebot des Oberligisten Chemie Leipzig. Dort stand er im Schatten des Stammtorhüters Günter Busch, sodass er in dieser Spielzeit nur in drei Spielen der Leipziger eingesetzt wurde. Seinen ersten Einsatz hatte Geißler am 2. Oberligaspieltag, als er im Heimspiel gegen Aktivist Brieske Ost (1:1) in der 85. Minute eingewechselt wurde. Am 16. Spieltag stand er über die gesamte Spieldauer im Tor, musste aber bei Motor Dessau eine 2:3-Niederlage hinnehmen. Eine 2:6-Heimniederlage musste Geißler bei seinem dritten Saisoneinsatz im Juni 1952 im Freundschaftsspiel gegen den tschechoslowakischen Erstligisten FK Teplice hinnehmen. 1952/53 stand er wieder im Oberliga-Aufgebot der BSG Chemie, wurde aber nur in fünf Freundschaftsspielen eingesetzt. Dabei musste er vierzehn Tore hinnehmen, allein sieben im Auswärtsspiel gegen den Zweitligisten Motor Mitte Magdeburg. In seiner dritten Leipziger Saison wurde Geißler in vier Oberligabegegnungen aufgeboten. Er profitierte zu Saisonbeginn von der Verletzung von Günter Busch. Hauptsächlich in der zweiten Saisonhälfte kam er wieder in mehreren Freundschaftsspielen zum Einsatz. 
Zu Beginn der Saison 1954/55 wurde die Oberligamannschaft der BSG Chemie Leipzig vom neu gegründeten SC Lokomotive Leipzig übernommen. Zu den übernommenen Spielern gehörte auch Werner Geißler, der bis zur Winterpause in keinem Oberligaspiel aufgeboten wurde. Daraufhin entschied die Clubleitung, Geißler zum DDR-Ligisten Motor Weimar abzugeben. Dort war der bisherige Stammtorwart Manfred Schuster zum Oberligisten SC Turbine Erfurt gewechselt. Unmittelbar nach dessen Wechsel übernahm Geißler dessen Rolle und stand bis zum Saisonende in zehn Ligaspielen im Tor der Weimarer. 
Anschließend kehrte Geißler wieder zum SC Lok Leipzig zurück. Dort war Günter Busch immer noch die Nummer eins im Tor. Lediglich am zweiten Spieltag der Oberliga-Zwischenrunde, die im Herbst 1955 mit dreizehn Spielen den Übergang zum Kalenderjahr-Spielrhythmus schaffte, durfte Geißler Busch für fünf Minuten vertreten. Vierzehn Tage später kam Geißler im Freundschaftsspiel gegen eine sowjetische Armeeauswahl (2:1) noch einmal für 90 Minuten zum Einsatz. Danach beendete er im Alter von 29 Jahren seine Laufbahn im leistungsorientierten Fußball. 